# عنکبوت‌های سرخ‌وسیاه
عنکبوت‌های سرخ‌وسیاه (نام علمی: Nicodamidae) نام یک تیره از راسته عنکبوت است.